# Anthony Jerome
Anthony Jerome – nigeryjski zapaśnik walczący w obu stylach. Brązowy medalista igrzysk afrykańskich w 1991 i 1995, a także mistrzostw Afryki w 1993 roku.